# Volsk
Volsk (ru. Вольск) este un oraș (din 1780) din Federația Rusă, centru administrativ al districtului Volsk din regiunea Saratov.
Situat pe malul drept al râului Volga, 147 km nord-est de Saratov. Populația - 64 347 persoane (pe baza datelor din 2015).
Din anul 2015 poartă numele Orașul de Gloria Muncii.

## Geografia
Climatul orașului Volsk - temperat continental. Relieful orașului este neobișnuit, deluros. în orașul Volsk frumusețea munților cretacici din jur este păstrată, aproape din orice parte a orașului munții de cretă sunt vizibili, care în unele locuri sunt împăduriți. Există oportunități pentru o vacanță pe plajă de vară pe malul Volgăi și o vacanță de schi de iarnă în limitele orașului.
Orașul este situat în zona de stepă din regiunea Saratov în partea sa de nord-est. Volsk este situat pe malul drept al râului Volga, în valea adâncă, înconjurat de munții de cretă, se întinde de-a lungul râul Volga la aproximativ 10 kilometri.
Principalele minerale care se desfășoară în limitele orașului, sunt calcar, creta, argila, balon și nisip pentru industria cimentului.

## Istoria
Volsk este fondat pe râul Volga la confluența râului Malykovka în Volga. Prima munțiune despre așezarea Malykovskaya datează din anul 1699.